# Gluconacetobacter diazotrophicus
Gluconacetobacter diazotrophicus — вид бактерій родини Acetobacteraceae, що був ізольований з тканин коріння та стебел цукрової тростини. Вважається, що ця бактерія відповідає за фіксації атмосферного азоту, що спостерігається у цукрової тростини. Бактерія також була ізольована з інших, багатих на цукрозу рослин, таких як солодка картопля (Ipomoea batatas)
та камерунська трава (Pennisetum purpureum), що розмножуються вегетативним шляхом, так і на разних комахах, що мешкають на цих рослинах.